# Шетландські острови
Ше́тландські острови (англ. Shetland Islands) — область в складі Шотландії. Розташована на півночі країни, має у своєму складі Шетландські острови та острів Фер-Айл. Адміністративний центр — Лервік.

## Географія

Прапор островів

Оглядова мапа островів

Архіпелаг лежить на північний схід від Оркнейських островів, за 270 км на південний схід від Фарерських островів і є точкою розділення Норвезького і Північного моря. Із понад сотні островів заселені тільки дванадцять.

### Клімат
Клімат на островах морський, субарктичний, але помірний через вплив теплих вод Атлантики. Температура води від +5 °C у березні до +13-+14°С в кінці серпня. Проте літо прохолодне, і рідко температура перевищує +21 °C. Рекорд середньомісячної температури був встановлений в серпні 1947 р. — +17,2 °C. Проте літом 2008 р. неодноразово фіксувалися температури понад +20 °C.
У цілому клімат похмурий і вологий з опадами (понад 1 мм) протягом 200 днів у році. У Лервіку річні опади складають в середньому 1238 мм, з піком в листопаді і грудні, коли випадає до чверті річної норми. Мінімум опадів припадає з квітня по серпень, хоча ніколи місячні опади не бувають менше, ніж 50 мм. Снігопад можливий у будь-який час з липня до початку червня, хоча зазвичай сніг не лежить більше дня. Туман можливий влітку на більшій частині островів, через охолодження південних вітрів морем.
Північне положення островів забезпечує велику мінливість довжини світлового дня протягом року від 3 годин 45 хвилин під час зимового сонцестояння до 23 годин під час літнього, з сутінками в решту часу дня. Проте вологість клімату забезпечує постійне переважання хмарної погоди, тому число світлових годин досягає лише 1065, тобто 25 % всього денного часу.
| Середній максимум найхолоднішого місяця | 4.9 °C (лютий)  |
| Середній максимум найтеплішого місяця   | 14 °C (серпень) |
| Дні з заморозками                       | 33 дні          |
| Щорічні опади                           | 1037 мм         |
| Дні зі снігопадами                      | 60 днів         |
| Число дощових днів                      | 285 днів        |

## Населення
Населення островів дорівнює приблизно 24.000 осіб. Етнічно шетландці не належать до бритів або шотландців, а є нащадками норвезьких вікінгів.

## Історія

### Рання історія
Острови були заселені ще 1500 років до н. е. Перші поселенці жили за рахунок землеробства і скотарства. У ті часи клімат був холодніший і люди віддавали перевагу береговим районам. В епоху залізної доби було побудовано багато кам'яних фортець, руїни яких збереглися і сьогодні. Близько 297 року Шетланди стали частиною королівства піктів, разом з більшою частиною Північної Шотландії. Пізніше вони були завойовані норвезькими вікінгами. Кам'яні споруди всіх цих періодів, починаючи з неолітичного, завдяки їхньому використанню, добре збереглися на майже безлісих островах, хоча не так добре як на сусідніх Оркнеях. Артефакти всіх періодів збереглися і доступні в новому Шетландському Музеї в Лервіку.

### Норвезька колонізація
У IX столітті вікінги перейшли від пограбуваннь до колонізації. Якщо норвежці віддавали перевагу північним територіям, менш населеним, то данці віддавали перевагу густонаселеній Англії і Франції, а шведи йшли на схід. Шетланди були колонізовані норвежцями, що встановили тут в IX столітті свою мову — західно-норвезьку (норн, існувала до XIX століття) і закони.
Після того, як Гаральд I Норвезький встановив свою владу в Норвегії, багато хто з його супротивників втік зокрема на Оркнеї і Шетланди, які стали їхніми базами для набігів на Шотландію і Норвегію. Це спонукало Гаральда у 875 році зібрати флот і взяти острови під свій контроль. Рангвальд, ерл Мура, отримав Оркнеї і Шетланди від короля як компенсацію за сина, загиблого в Шотландії. Рангвальд віддав їх своєму братові, Сигурду Могутньому. У X столітті на островах поширилось християнство.

### Конфлікт з Норвегією
У 1194 році, коли Норвегією управляв Сверрір Сігурдссон (1145—1202), ерлом Оркней і Шетланду був Гаральд Маддадссон. Лендман Халкелль Йонссон і його шваґер ерл Олаф зібрали армію на Оркнеях і відпливли до Норвегії. З ними як претендент був молодий прийомний син Олафа Сігурд, син короля Магнуса Ерлінгссона. У битві при Флорваг, недалеко від Бергена, вони були розбиті, а тіло Сігурда було доставлене королеві до Бергена, щоб він міг переконатися в його смерті. Проте Сверрір зажадав також звіту і від Гаральда Маддадссона, на території якого було піднято повстання. У 1195 році той відбув до Бергена, щоб прийняти королівський суд. За кару король встановив пряме правління на Шетландах, що вже не переривалося.

### Зростання шотландського впливу
Коли в 1262 році шотландському королю Александру III виповнився двадцять один рік, він повернувся до агресивної політики щодо західних і північних островів, яку його батько проводив до своєї смерті. Він пред'явив формальні претензії на острови норвезькому королю Гокону IV. На той час Норвегія відновлювала свою військову і економічну могутність після громадянської війни. Гокон IV відкинув домагання шотландців, оскільки в Норвегії розглядали всі острови Північного моря як частину королівства. Норвежці зібрали лейданг (ополчення) і великий флот та відправилися на Шетланди, розраховуючи, що шотландці не почнуть опиратися в переговорах побачивши норвезьку військову потугу. Норвезькі сили спершу висадилися на островах в місці Брейдер'ясунд, а потім попрямували в Арран.
Александр III затягував переговори, вичікуючи початку осінніх штормів. Гокон IV втратив терпіння і вже вирішив напасти, коли сильний шторм знищив декілька його кораблів і змусив решту відійти від берега. Битва при Ларгсі у жовтні 1263 року не виявила переможця, обидві сторони оголосили про свою перемогу, але положення Гокона IV було безнадійним. 5 жовтня він повернувся з деморалізованою армією на Оркнеї, де помер від хвороби, яка перебігала з гарячкою, 17 грудня того ж року. Його смерть поклала кінець норвезькій експансії в Шотландії. Цей невеликий конфлікт увійшов в історію як шотландсько-норвезька війна.
Магнус VI, син Гокона IV, не став продовжувати політику батька і почав переговори з Александром III. При підписанні Пертського договору він здав найдальші норвезькі володіння Мен (острів) і Судреяр (Гебриди) взамін одноразової виплати у розмірі 4000 марок і щорічних виплат в 100 марок. Шотландці також визнали норвезький суверенітет над Оркнеями і Шетландами. Однією з головних причин прагнення норвежців до миру було бажання нормалізувати торгівлю з Англією. Торгова угода між Норвегією і Англією від 1223 року вимагала підтримки миру між Норвегією і Шотландією. У 1269 році угода була розширена, включивши і вільну взаємну торгівлю.

### Торгівля з Ганзою
Довгий час Шетландські острови належали Норвезькому королівству. У 1397 році Норвегія доєдналася до союзу скандинавських держав (Кальмарська унія (норв. Kalmarunionen) де фактично встановилося панування Данського королівства. На початку XV століття шетланці продавали свої товари через Ганзейський союз німецьких торговців. Торгівля з північно-німецькими містами тривала до тих пір, поки у 1707 році Англія а Шотландія не об'єдналися в єдине королівство Велика Британія.

### Перехід до Шотландії
У XIV столітті Норвегія все ще розглядала Оркнеї і Шетланди як свою територію, але шотландський вплив зростав. У 1379 році під час правління Гокона VI в Норвегії Генрі Синклер узяв під свій контроль Оркнеї. У 1347 році Норвегія постраждала від Чорної смерті і в 1397 році увійшла в Кальмарську унію з Данією. Данський вплив в Норвегії все посилювався. Король Данії Кристіан I мав фінансові труднощі, в 1468 році його дочка Маргарита була заручена з Яковом III Шотландським і він вимагав придане. Мабуть, не повідомляючи ріскрод Кристіан I уклав угоду 8 вересня 1468 року про заставу Оркнеїв шотландцям за 50 тис. гульденів, а 28 травня наступного року і Шетландів за 8 тис. Він залишив в контракті пункт про можливість викупу островів за фіксовану суму в 210 кг золота або 2310 кг срібла. Після юридичної суперечки з Вільямом, графом Мортоном, що володів Оркнеями і Шетландами, Карл II ратифікував акт Парламенту від 27 грудня 1669 року, який проголосив острови коронними володіннями. У 1742 році Парламент повернув землі родині Мортон, не зважаючи на те, що попередній Акт оголошував будь-який подальший акт про зміну статусу островів «пустим і недійсним».

### Наполеонівські війни
Під час наполеонівських війн близько 3000 шетландців служили у Королівському флоті.

### Друга світова війна
Під час Другої світової війни на островах діяла організація «Шетландський автобус», частина організованого опору Норвегії після нацистської окупації. Члени організації на рибальських човни привозили біженців з Норвегії і відправляли назад борців опору та боєприпаси. Цій організації присвячена невелика експозиція в музеї Скалловея та встановлений пам'ятник. Рибальські човни зробили понад 80 поїздок по морю. Німецькі напади та погана погода спричинили втрату 10 човнів, 44 членів екіпажу та 60 біженців. Через великі втрати було вирішено замовити швидші човни. Американці надали організації  для використання три підводні човни класів HNoMS Hessa, HNoMS Hitra та HNoMS Vigra, і жоден під час операцій не постраждав. Усього організація здійснила близько 200 вдалих походів, найуспішніші з яких були під командуванням Лейфа Ларсена (52 рейси)

### Флора і фауна

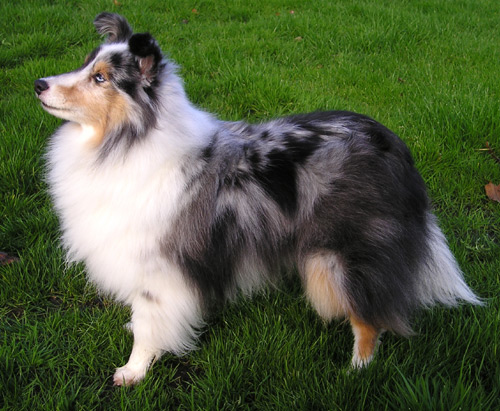
Собака породи шелті

Звичайними для островів є молінія блакитна (Molinia caerulea) і ситник членистий  ( Juncus articulatus), зустрічається півники болотні ( Iris pseudacorus). У глибоких долинах вздовж річок і струмків ростуть берези, горобини й осики. Навесні на острівцях трави розквітає первоцвіт весняний  ( Primula veris).
Шетландські острова піднялися з дна моря в кінці останнього льодовикового періоду. Тому сюди не могли дістатися савці з континенту. Єдині ссавці цих місць — домашні вівці, зайці, дикі кролики, їжаки, ласки й хатні миші — з'явилися на цих островах в більш пізній час. Місцеві сірі полівки генетично майже ідентичні норвезьким популяціям, тому можна припустити, що на острови вони припливли на кораблях вікінгів. З давніх-давен узбережжя відвідують стада довгомордих і звичайних тюленів, щоб відпочити на безлюдних берегах та привести на світ потомство. На Шетландських островах досить часто зустрічаються видри, вони тримаються на морському узбережжі.
Батьківщиною породи собак шелті вважаються Шетландські острови. У минулому цю невелику собаку використовували для управління стадами овець і їх охорони.
Шетландські поні — один самий з найменших представників поні, використовується для верхової їзди та безлічі інших цілей.

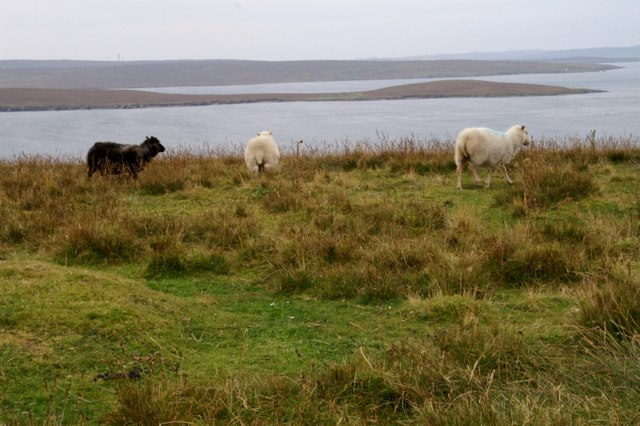
Вівці Шетландських островів

Шетландські острови відомі на весь світ своїми пташиними базарами. Завдяки сприятливому положенню островів поруч з Гольфстримом, тут може прогодуватися велика кількість птахів. Тепла течія приносить до Шетландських островів багато поживних речовин, якими харчується планктон, який є їжею багатьох видів риб. Риба — основна їжа морських птахів і ссавців. Наступна перевага цих островів — це високі скелі, що тягнуться вздовж усього узбережжя. На скельних уступах і полицях гніздяться багато арктичних птахів, наприклад, великий і короткохвостий поморник і. Острів Фетлар — це єдине місце у Великій Британії, де раніше гніздилася полярна сова. Кілька гнізд було знайдено в 60-ті та 70-ті роки XX століття. Трава і мох на вершинах скель є ідеальним місцем для гніздування тупиків і поморників.

## Найбільші міста
Міста з населенням понад 500 осіб:
| № | Місто     | Населення, осіб (2006) |
| - | --------- | ---------------------- |
| 1 | Лервік    | 6 560                  |
| 2 | Скалловей | 780                    |
| 3 | Бре       | 690                    |

## Острови в кіно
У 1937 році англійський режисер Майкл Павелл зняв фільм «Край світу» — засновану на реальних подіях драму про останніх тридцять шість поселенців острова Сент-Кілді, який розташований в Атлантичному океані на захід від архіпелагу Зовнішніх Гебридських островів на відстані 16 км від західного узбережжя Шотландії. Жителі острова — носії гельської мови. Павеллу не вдалося отримати дозвіл на зйомки на самому Сент-Кілда, тому йому довелося знімати фільм на Фулі, острові Шетлендського архіпелагу.
Також на островах проходили зйомки інших фільмів:
- (1934) The Rugged Island: A Shetland Lyric
- (1978) Return To The Edge Of The World
- (2003) Devil's Gate
- (2013—2018) Шетланд — детективний телесеріал за мотивами книг Енн Клівс.